# Benjamin Sehene
Benjamin Sehene (Kigali,  1959) es un escritor ruandés establecido en Francia cuya obra versa especialmente sobre el genocidio de Ruanda. 

## Biografía
De padres tutsis, su familia abandonó Ruanda para dirigirse hacia Uganda en 1963 y Benjamin estudió en la Sorbona en los años 1980 antes de emigrar a Canadá. En la actualidad reside en París y participa en el Pen club y al publicación Rue89.
En 1994, regresó a Ruanda durante el genocidio para ser testigo y comprender mejor las causas de la tragedia de su país natal. De esta experiencia, publicó La trampa étnica en 1999.

## Publicaciones
- 1999, La trampa étnica, Éditions Dagorno, París.
- 1999, Ruanda, la amnesia de un pueblo, en el Correo de la 'Unesco.
- 2001, Un sentimiento de inseguridad, Théâtre, París.
- 2002, "La Morte debout (Dead Girl Walking)".
- 2005, El fuego bajo la sotana,  Éditions L'Esprit Frappeur, París.
- 2006, "Ta Race!",  Éditions Vents d'Ailleurs, La Roque d'Anthéron, Francia.
- 2006, El caso de las minorías étnicas Website von wespennest.